# Scary Monsters (and Super Creeps)
Scary Monsters (and Super Creeps) – album Davida Bowiego wydany we wrześniu 1980 roku nakładem wydawnictwa RCA Records. W nagraniu płyty uczestniczył m.in., inny słynny muzyk - Robert Fripp (King Crimson), którego gitarę słychać w utworach Fashion, It's No Game, Scary Monsters (and Super Creeps), Kingdom Come, Up The Hill Backwards i Teenage Wildlife. Scary Monsters (and Super Creeps) to pierwsza platynowa płyta w karierze muzyka.

## Lista utworów
1. „It's No Game (No. 1)” – 4:15
2. „Up the Hill Backwards” – 3:13
3. „Scary Monsters (and Super Creeps)” – 5:10
4. „Ashes to Ashes” – 4:23
5. „Fashion” – 4:46
6. „Teenage Wildlife” – 6:51
7. „Scream Like a Baby” – 3:35
8. „Kingdom Come” – 3:42
9. „Because You're Young” – 4:51
10. „It's No Game (No. 2)” – 4:22